# Gabinete Starmer
El gabinete de Keir Starmer ejerce el poder ejecutivo de Reino Unido, desde el 5 de julio de 2024. Encabezado por el político Keir Starmer, el gobierno está integrado por el Partido Laborista del Reino Unido (Labour).

## Antecedentes
Tras las elecciones generales del Reino Unido celebradas el 4 de julio de 2024, en las que el Partido Laborista obtuvo una mayoría absoluta con más de 410 escaños, Keir Starmer fue invitado por el rey Carlos III a formar gobierno como primer ministro. La transición de poder se produjo de forma inmediata el 5 de julio de 2024, y el nuevo gabinete quedó completamente constituido entre ese día y el 7 de julio.
La victoria laborista puso fin a catorce años de gobiernos conservadores, en un contexto de descontento público por la situación económica, la crisis del coste de la vida, y la percepción de inestabilidad política durante los últimos años de mandato tory. La campaña laborista se centró en una propuesta de gobierno pragmático, centrado en cinco "misiones nacionales", que posteriormente estructurarían el funcionamiento interno del gabinete.
La composición del primer gabinete de Starmer reflejó en gran medida la estructura del gabinete en la sombra que lo había acompañado desde su liderazgo. Con pocas excepciones —como la diputada Lisa Nandy, que pasó a Cultura tras la pérdida de Thangam Debbonaire en las elecciones— los principales miembros del gabinete mantuvieron las carteras que ya gestionaban en la oposición.
A diferencia de gabinetes laboristas anteriores, varios de los nuevos ministros ya habían formado parte de gobiernos previos. Entre ellos se encontraban Ed Miliband, Yvette Cooper, Hilary Benn e Ian Murray, con experiencia en gobiernos de Tony Blair o Gordon Brown. Alrededor del 20 % del equipo ministerial contaba con experiencia previa en el gobierno central.
Starmer nombró también a figuras sin afiliación política directa ni escaño parlamentario, entre ellas el científico Patrick Vallance como ministro de Estado de Ciencia, James Timpson para el área de prisiones, y Richard Hermer KC como Fiscal General, el primer abogado externo en ocupar dicho cargo desde 1922.

## Apoyo parlamentario
| Cámara                | Candidato    | Fecha                                       | Voto |     |     |    |   |   |   |   |   |   |   |   |   |   | Ind. | Total   |
| --------------------- | ------------ | ------------------------------------------- | ---- | --- | --- | -- | - | - | - | - | - | - | - | - | - | - | ---- | ------- |
| Cámara de los Comunes | Keir Starmer | 5 de julio de 2024 Mayoría simple requerida | Sí   | 411 |     |    |   |   |   |   |   |   |   |   |   |   |      | 411/650 |
| Cámara de los Comunes | Keir Starmer | 5 de julio de 2024 Mayoría simple requerida | No   |     | 121 | 72 | 9 |   | 5 | 5 | 4 | 4 | 2 | 1 | 1 | 1 | 7    | 232/650 |
| Cámara de los Comunes | Keir Starmer | 5 de julio de 2024 Mayoría simple requerida | Abs. |     |     |    |   | 7 |   |   |   |   |   |   |   |   |      | 7/650   |

## Gabinete Ministerial
Partido Laborista

### Primer ministro del Reino Unido, primer Lord del Tesoro, ministro de la Función Pública y ministro de la Unión
| Fotografía | Primer ministro | Período            | Período     | Partido | Partido |
| Fotografía | Primer ministro | Inicio             | Fin         | Partido | Partido |
| ---------- | --------------- | ------------------ | ----------- | ------- | ------- |
|            | Keir Starmer    | 5 de julio de 2024 | En el cargo |         |         |

### Vice primera ministra del Reino Unido
| Fotografía | Primer ministro | Período            | Período     | Partido | Partido |
| Fotografía | Primer ministro | Inicio             | Fin         | Partido | Partido |
| ---------- | --------------- | ------------------ | ----------- | ------- | ------- |
|            | Angela Rayner   | 5 de julio de 2024 | En el cargo |         |         |

### Secretarías
| Secretaría                                                                                   | Fotografía | Titular            | Período                 | Período                 | Partido | Partido |
| Secretaría                                                                                   | Fotografía | Titular            | Inicio                  | Fin                     | Partido | Partido |
| -------------------------------------------------------------------------------------------- | ---------- | ------------------ | ----------------------- | ----------------------- | ------- | ------- |
| Asuntos Exteriores, Commonwealth y Desarrollo                                                |            | David Lammy        | 5 de julio de 2024      | En el cargo             |         |         |
| Ciencia, Innovación y Tecnología                                                             |            | Peter Kyle         | 5 de julio de 2024      | En el cargo             |         |         |
| Comercio y Empresa Presidente de la Junta de Comercio                                        |            | Jonathan Reynolds  | 5 de julio de 2024      | En el cargo             |         |         |
| Cultura, Medios de Comunicación y Deporte                                                    |            | Lisa Nandy         | 5 de julio de 2024      | En el cargo             |         |         |
| Defensa                                                                                      |            | John Healey        | 5 de julio de 2024      | En el cargo             |         |         |
| Educación                                                                                    |            | Bridget Phillipson | 5 de julio de 2024      | En el cargo             |         |         |
| Escocia                                                                                      |            | Ian Murray         | 5 de julio de 2024      | En el cargo             |         |         |
| Finanzas Segunda Lord del Tesoro                                                             |            | Rachel Reeves      | 5 de julio de 2024      | En el cargo             |         |         |
| Gales                                                                                        |            | Jo Stevens         | 5 de julio de 2024      | En el cargo             |         |         |
| Interior                                                                                     |            | Yvette Cooper      | 5 de julio de 2024      | En el cargo             |         |         |
| Irlanda del Norte                                                                            |            | Hilary Benn        | 5 de julio de 2024      | En el cargo             |         |         |
| Justicia Lord Canciller                                                                      |            | Shabana Mahmood    | 5 de julio de 2024      | En el cargo             |         |         |
| Medio Ambiente, Alimentación y Asuntos Rurales                                               |            | Steve Reed         | 5 de julio de 2024      | En el cargo             |         |         |
| Relaciones Intergubernamentales Canciller del Ducado de Lancaster                            |            | Pat McFadden       | 5 de julio de 2024      | En el cargo             |         |         |
| Sanidad y Asistencia Social                                                                  |            | Wes Streeting      | 5 de julio de 2024      | En el cargo             |         |         |
| Seguridad Energética y Net Zero                                                              |            | Ed Miliband        | 5 de julio de 2024      | En el cargo             |         |         |
| Trabajo y Pensiones                                                                          |            | Liz Kendall        | 5 de julio de 2024      | En el cargo             |         |         |
| Transportes                                                                                  |            | Louise Haigh       | 5 de julio de 2024      | 29 de noviembre de 2024 |         |         |
| Transportes                                                                                  |            | Heidi Alexander    | 29 de noviembre de 2024 | En el cargo             |         |         |
| Vivienda, Comunidades y Gobierno Local                                                       |            | Angela Rayner      | 5 de julio de 2024      | En el cargo             |         |         |
| Líder de la Cámara de los Comunes Lord Presidente del Consejo                                |            | Lucy Powell        | 5 de julio de 2024      | En el cargo             |         |         |
| Líder de la Cámara de los Lores Lord Guardián del Sello Privado                              |            | Angela Smith       | 5 de julio de 2024      | En el cargo             |         |         |
|                                                                                              |            |                    |                         |                         |         |         |
| Desarrollo Internacional de América Latina y el Caribe                                       |            | Jenny Chapman      | 5 de julio de 2024      | En el cargo             |         |         |
| Desarrollo Mujer e Igualdad                                                                  |            | Anneliese Dodds    | 5 de julio de 2024      | En el cargo             |         |         |
| Fiscal General de Inglaterra y Gales Abogado General de Irlanda del Norte                    |            | Richard Hermer     | 5 de julio de 2024      | En el cargo             |         |         |
| Presidenta del Partido Laborista Ministra sin Cartera                                        |            | Ellie Reeves       | 5 de julio de 2024      | En el cargo             |         |         |
| Secretario Parlamentario del Tesoro Jefe del Grupo Parlamentario de la Cámara de los Comunes |            | Alan Campbell      | 5 de julio de 2024      | En el cargo             |         |         |
| Secretario Jefe del Tesoro                                                                   |            | Darren Jones       | 5 de julio de 2024      | En el cargo             |         |         |